# 守屋亨香
守屋亨香（1995年5月22日—），日本女性配音員、藝人（前童星）。出身於長野縣安曇野市。IAM Agency所屬。身高150cm。B型血。

## 經歷
小學到中學時期在安曇野市、高中時期在松本市度過。以前是KIRINPRO所屬的童星。後來成為Flash Up（Hirata Office新人部）所屬的多棲藝人，並開始聲優活動。現在是IAM Agency所屬。
2019年開始成為聲優組合「DIALOGUE+」的成員。

## 人物、逸事
興趣有唱動畫歌曲、音樂鑑賞、觀賞職業摔角。特長有書道（小學2年級開始學習）、手工藝。喜歡的動畫是《K-ON！輕音部》。喜歡的音樂類型是ZIGGY和SHOW-YA等等1980年代、90年代的搖滾音樂，也曾經和搖滾樂團一起練習打鼓。
童星活動時期，因為聲音太有特色，經常在試鏡會中落選，有時還會被誤認說為自己的聲音太高了，而且自己的聲音複雜，也可以發出較低的聲音。
2015年取得駕照，駕照上的照片是Cosplay《Love Live！》矢澤妮可的樣子。本人稱自己是直接以cosplay的樣子去駕照中心考的駕照。
「DIALOGUE+」內的其他成員評她並將她定位於「很可愛」。

## 演出作品
※粗體字表示說明飾演的主要角色。

### 電視動畫
2015年
- 緋彈的亞莉亞AA（瑠依）

2018年
- 錢進球場（黃鶯女）

2019年
- 放學後桌遊俱樂部
- 廚病激發BOY（小孩）
- 非洲的動物上班族（兔美）
- ACTORS -Songs Connection-（日语：ACTORS）（女童）

2020年
- 小邪神飛踢'（女孩子）
- 滿溢的水果塔（綠黑萌[9]）

2022年
- CUE!（鹿野志穗）
- 愛在征服世界後（少年A、記者）
- 骸骨騎士大人異世界冒險中（海莉娜）
- 繼母的拖油瓶是我的前女友（金井那須華）

2023年
- 可愛過頭大危機（ミトラ・リル[10]）

2025年
- 忍者與殺手的兩人生活（草隱未知瑠[11]）
- 受到猩猩之神庇佑的大小姐受到王立騎士團寵愛（亞雷妮[12]）
- 公爵千金的家庭教師（愛莉·沃卡[13]）

### 電影動畫
2014年
- 娘（S崎S代[14]）

### 遊戲
2014年
- IDOL-RISM（日语：アイドリズム）（杏菜・林德伯格[15]）
- OTOGEAR（兔子）

2019年
- 伊蘇IX -Monstrum NOX-（澤維爾[16]）
- CUE！（鹿野志穗[17]）
- 蒼藍誓約（山謬·B·羅伯茲[18]）

2021年
- Re:Stage!節奏舞步（綠黑萌）
- 閃耀幻想曲（綠黑萌[19]）

2022年
- 怪物彈珠（2022年 - 2025年 琵拿珂菈達[20]、拉姆齊）

2024年
- 洶湧海豚（浦見可奈）

### 廣播節目
※記號表示說明網路廣播。
- 音泉「下野紘」＜音泉＞？（2018年－現在，音泉）※[21]
- 音泉「守屋亨香星谷美緒」（2018年，音泉）※[22]
- 音泉「雨宮夕夏·星谷美緒·守屋亨香」（2019年－現在，音泉）※

### 廣播劇CD
2017年
- DUEL！（日语：DUEL!）（駒澤貴惠）

### 電視劇
- 大家知（2009年、TBS）－澤村夏枝
- 週五Prestige（日语：金曜プレステージ） 紅色靈車（日语：赤い霊柩車）（2011年，富士電視台）－友人
- 女王偵訊室（2014年，朝日電視台）－春日

### 廣告
- 榮光學習塾（日语：栄光ゼミナール）（2008年）
- CALPIS SODA（日语：カルピスソーダ）（2009年）
- 彩文館出版（日语：彩文館出版）「TG」（2009年）
- DA VINCI（2009年）
- Benesse（日语：ベネッセコーポレーション）「進研塾高校講座」從合格逆算 高中生活篇（2012年）
- 軟銀（2013年）

### 電視節目
日本電視台
- 世界仰天NEWS（日语：ザ!世界仰天ニュース）（2008年）－好美、（2009年）
- 超人氣法律諮詢事務所（2008年）－姐姐、（2009年）－辻希美
- 如果我是總理大臣的話（2009年）－女兒

富士電視台
- Peke×pon（日语：ペケ×ポン）（2008年－2009年）
- The Best House 123（日语：ザ・ベストハウス123）（2011年）－友人

其它電視台
- MONSTER ROCK（日语：モンスターロック）（2012年，SPACE SHOWER TV）－天使

## 音樂作品
聲優組合DIALOGUE+的活動請參照「DIALOGUE+」。

### 角色歌曲
| 發行日期 | 標題                   | 名義    | 曲名                                                        | 備註                    |
| 2019年   | 2019年                 | 2019年  | 2019年                                                      | 2019年                  |
| -------- | ---------------------- | ------- | ----------------------------------------------------------- | ----------------------- |
| 11月27日 | Forever Friends        | AiRBLUE | 「Forever Friends」                                         | 遊戲《CUE！》片頭主題曲 |
| 11月27日 | Forever Friends        | AiRBLUE | 「」                                                        | 遊戲《CUE！》相關歌曲   |
| 11月27日 | Forever Friends        | Flower  | 「Forever Friends」                                         | 遊戲《CUE！》相關歌曲   |
| 2020年   |                        |         |                                                             |                         |
| 1月22日  | Knocking on My Dream!! | Flower  | 「Knocking on My Dream!!」 「One More Step！」 「our song」 | 遊戲《CUE！》相關歌曲   |
| 3月25日  | beautiful tomorrow     | AiRBLUE | 「beautiful tomorrow」                                      | 遊戲《CUE！》相關歌曲   |
| 3月25日  | beautiful tomorrow     | Flower  | 「beautiful tomorrow」                                      | 遊戲《CUE！》相關歌曲   |

## 腳註

## 外部連結
- IAM Agency官網的聲優簡介（页面存档备份，存于） （日語）
- 守屋亨香的X（前Twitter） （日語）